# Rueland Frueauf (festő, ?–1547)

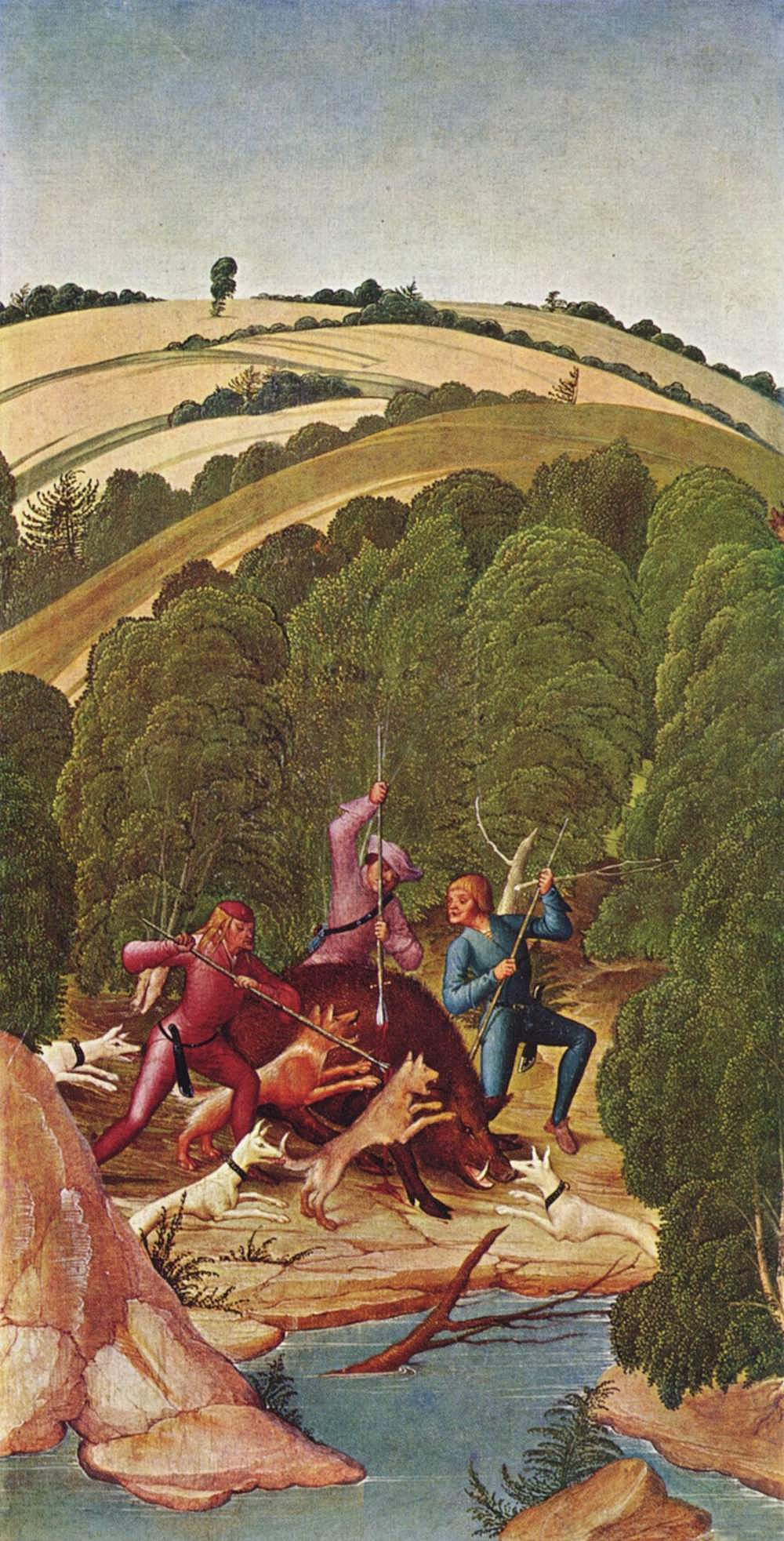
Vadkanvadászat (Klosterneuburg, Stiftsmuseum)

Rueland Frueauf, ifj. (Passau, 1465-1470 közt — Passau, 1547.) német festő. Egyházi művész, akinek szemléletére a dunai iskola hatott.

## Élete, munkássága
Id. Rueland Frueauf festő fiaként született. A salzburgi iskola festője volt az apa, de később Passauba költözött a család, pontosan nem lehet tudni, hogy az ifj. Frueauf Salzburgban vagy Passauban született. Az ifj. Freauf atyja műhelyében tanult és dolgozott, többnyire Passauban működött.
Korai munkája a Keresztrefeszítés még gótikus stílusban készült, pár évvel később a klosterneuburgi Kálvária (1499 körül) c. táblája németalföldi hatásokat mutat, ugyanitt legjellegzetesebb alkotása Szent János életének négy-négy jelenete és kiemelkedő négy oltárszárnyképe Szt. Lipót életéből (1505). Mesehangulatú táji környezetbe helyezte alakjait, ez a dunai iskolai festőknek a hatását mutatja. Egyszerű és bensőséges előadása a táj és az ember harmóniáját tárja a néző elé.

## Jelenetek Szt. Lipót életéből

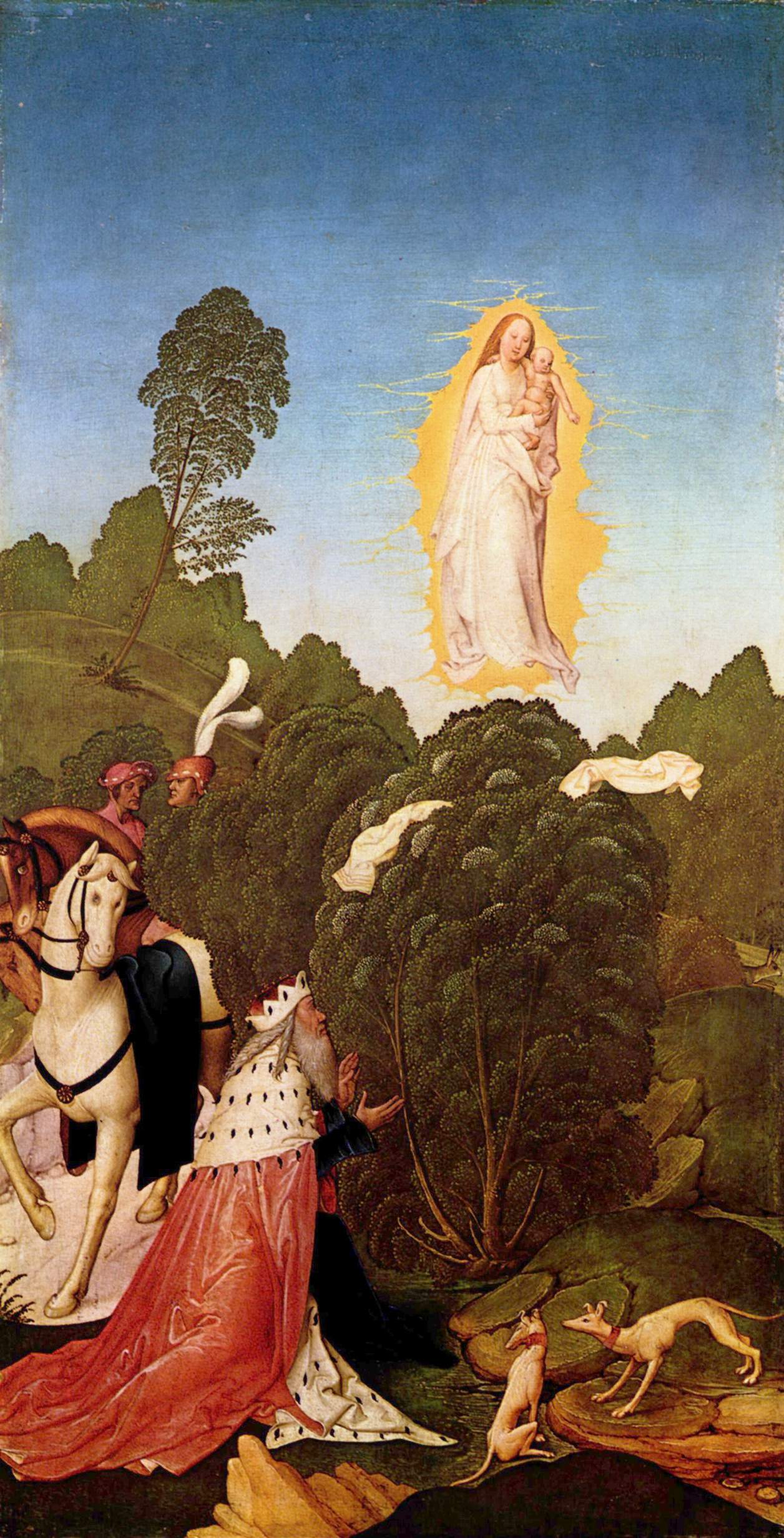
A fátyol felfedezése
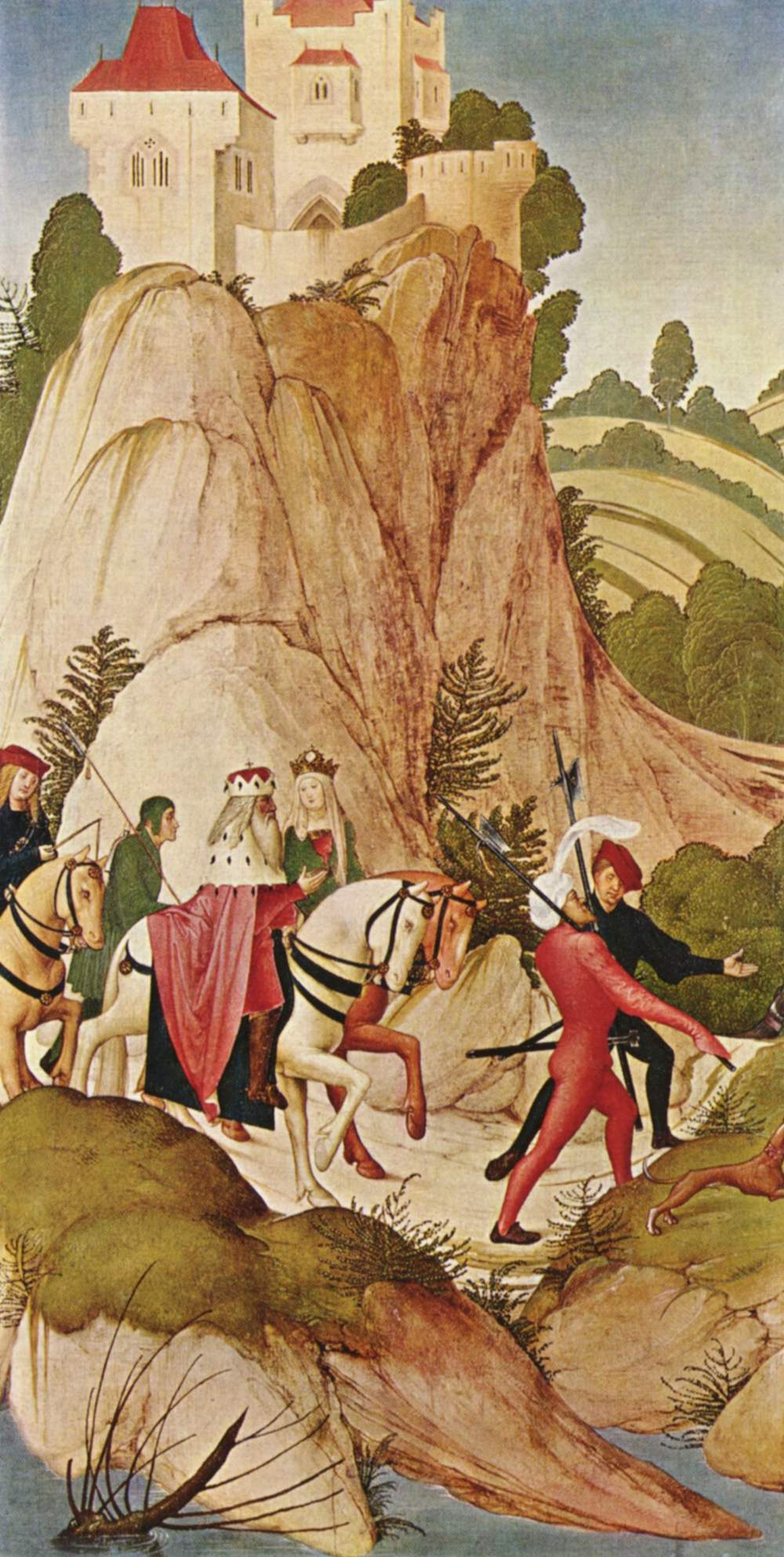
Szent Lipót, a lovas
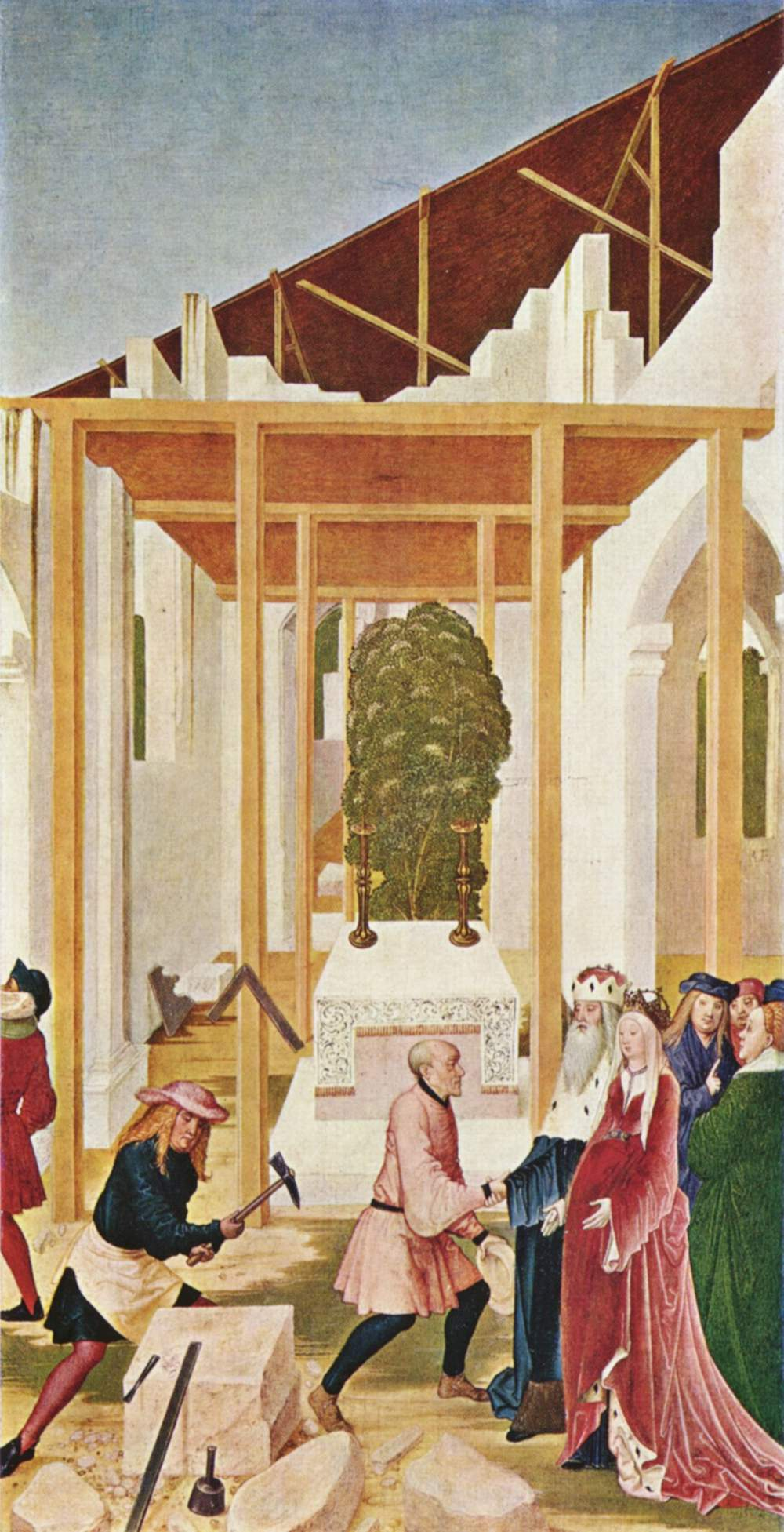
Az épülő templom meglátogatása
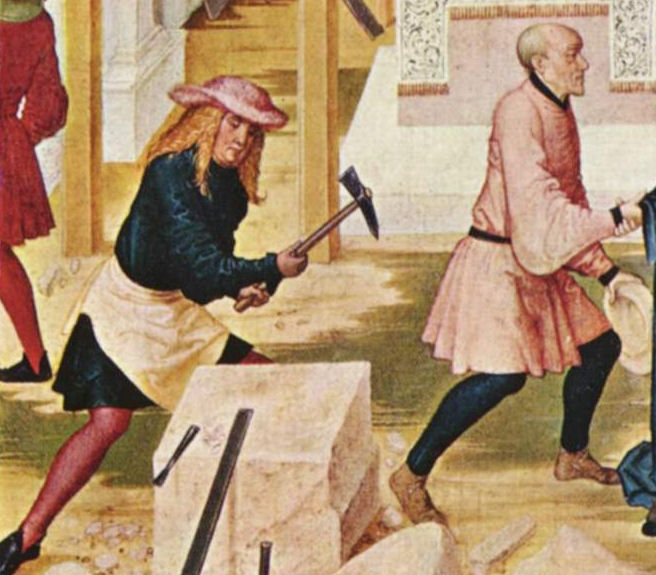
Templomépítés közben (az előbbi részlete)